# Meiersberg
Meiersberg település Németországban, Mecklenburg-Elő-Pomeránia tartományban. Lakosainak száma 403 fő (2023. december 31.). Meiersberg Ueckermünde, Liepgarten, Ferdinandshof és Lübs községekkel határos.

## Népesség
A település népességének változása:
| Lakosok száma | 412  | 427  | 423  | 409  | 404  | 403  |
|               | 2014 | 2017 | 2019 | 2021 | 2022 | 2023 |